# الأعاصير (فلم)
الأعاصير (بالإنجليزية: Twisters) هو فيلم كوارث أمريكي من إخراج لي إسحاق تشونغ وسيناريو مارك إل سميث، بناءاً على قصة من تأليف جوزيف كوزينسكي. الفيلم هو تتمة مستقلة لفيلم إعصار عام 1996. الفيلم من بطولة ديزي إدغار جونز وغلين باول وأنتوني راموس وبراندون بيريا ومورا تيرني وساشا لين. الفيلم يتبع مجموعة من مطاردي الإعاصير التي تقوم بالتحقيق في اندلاع إعصار في أوكلاهوما.
عرض الأعاصير لأول مرة في لندن بتاريخ 8 يوليو 2024 ثم عرض عالمياً في 10 يوليو 2024 قبل أن يصدر في الولايات المتحدة في 19 يوليو 2024. لاقى الفيلم استحسان اغلب النقاد، وتجاوزت إيراداته العالمية في شباك التذاكر 310 مليون دولار.

## الممثلون
- ديزي إدغار جونز بدور: كيت كوبر
- غلين باول بدور: تايلر أوينز
- أنتوني راموس بدور: جافي
- مورا تيرني بدور:
- براندون بيريا بدور:
- داريل ماكورماك بدور:
- ساشا لين بدور:
- كيرنان شيبكا بدور:
- نيك دوداني بدور:
- هاري هادن باتون بدور:
- ديفيد كورينسويت بدور:
- توندي أديبيمبي بدور:
- كاتي أوبريان بدور:

## الانتاج

### التصوير
بميزانية تقديرية قدرها 200 مليون دولار، بدأ التصوير الرئيسي حول مدينة أوكلاهوما في أيار/مايو 2023. كان من المقرر أن يتم التصوير في Prairie Surf Studios لمدة 40 يومًا وفي مترو مدينة أوكلاهوما لمدة 50 يومًا. وشملت المواقع الأخرى تشيكاشا، أوكارشي، إلرينو، سبنسر، وكاشيون. تم تعليق التصوير في تموز/يوليو بسبب إضراب عام 2023. استؤنف الإنتاج مع انتهاء الإضراب في تشرين الثاني/نوفمبر 2023، واختتم في الشهر التالي.

## روابط خارجية
- مقالات تستعمل روابط فنية بلا صلة مع ويكي بيانات